# Castelinho do Flamengo
Le Castelinho do Flamengo (« petit château de Flamengo ») est un bâtiment de style éclectique situé dans le quartier de Flamengo à Rio de Janeiro, au Brésil. Il héberge depuis 1992 le centre culturel Oduvaldo Vianna Filho.

## Description

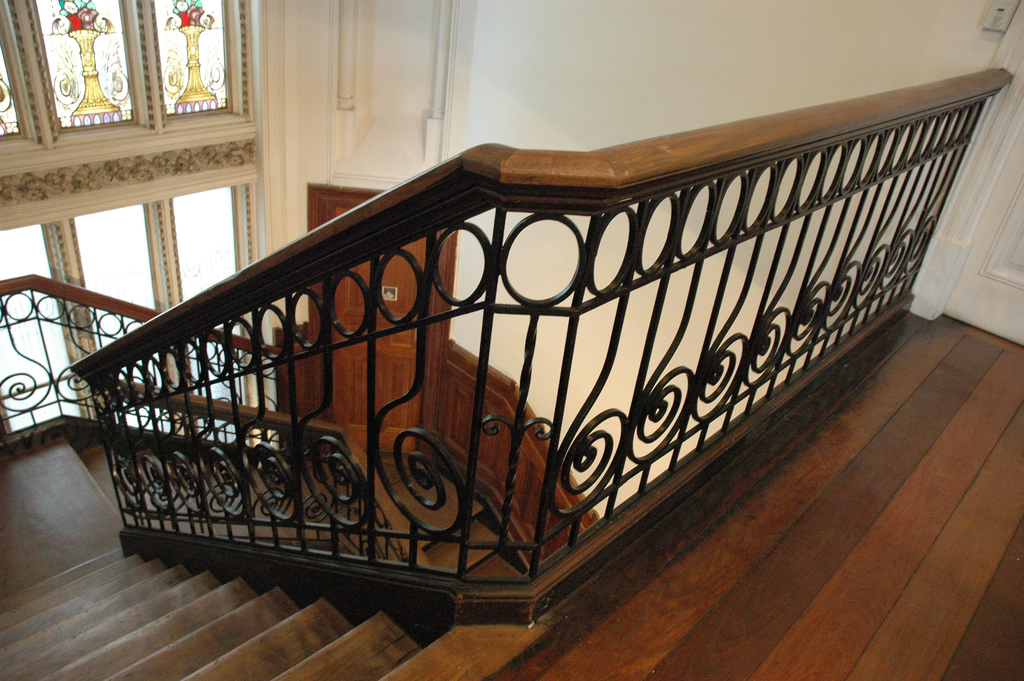
Escalier.

## Histoire
Le bâtiment, inauguré en 1918, est commandé par Joaquim da Silva Cardoso, propriétaire d'une entreprise de construction, pour servir de résidence familiale. Le projet initial de 1916 est dû à l'architecte italien Gino Coppedè et la construction est exécutée par l'architecte brésilien Francisco dos Santos.
La demeure est achetée en 1932 par l'immigrant portugais Avelino Fernandes qui l'occupe jusqu'à sa mort au début des années 1980. Il est classé (tombado) par l'Instituto Rio Patrimônio da Humanidade en 1983.
Le bâtiment a été restauré dans les années 1950 et entre 1989 et 1992.
Il héberge depuis 1992 le centre culturel Oduvaldo Vianna Filho.